# Otinotus ammon
Otinotus ammon är en insektsart som beskrevs av Buckton. Otinotus ammon ingår i släktet Otinotus och familjen hornstritar. Inga underarter finns listade i Catalogue of Life.